# Bridget Moynahan

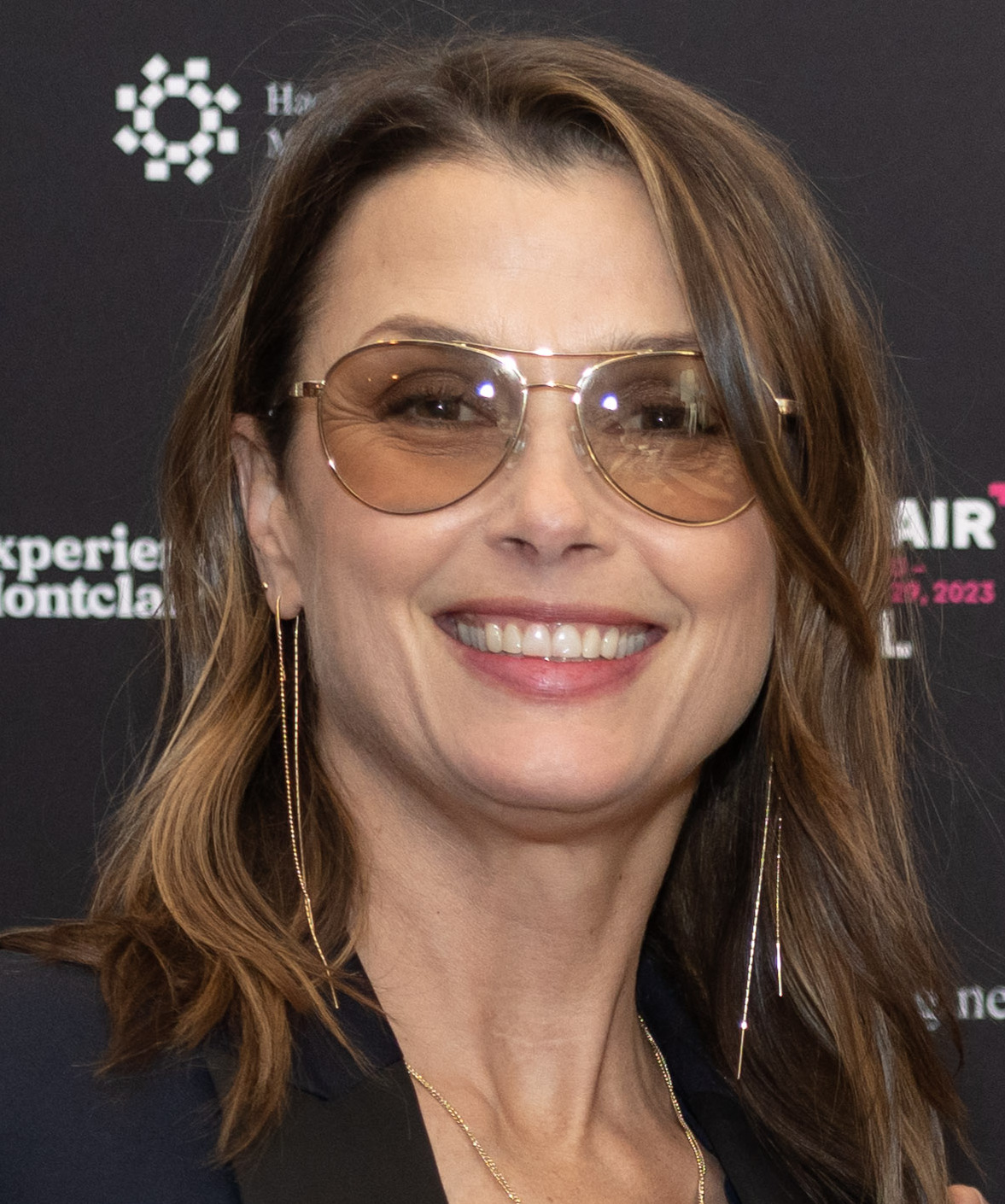
Bridget Moynahan, 2023

Kathryn Bridget Moynahan (* 28. April 1971 in Binghamton, New York) ist eine US-amerikanische Schauspielerin und ein Model.

## Leben und Karriere
Mit ihrem Vater, einem Wissenschaftler und Verwaltungsangestellten der University of Massachusetts Amherst, sowie ihrer Mutter und den beiden Brüdern zog sie im Alter von sieben Jahren nach Longmeadow in Massachusetts. Dort schloss sie 1989 die Longmeadow High ab, besuchte die University of Massachusetts Amherst und unterschrieb ihren ersten Modelvertrag. Mit 18 Jahren ging sie nach New York City, wo sie als Model für Zeitschriften wie Glamour und Vogue arbeitete, bevor sie am Caymichael Patten Studio Schauspiel lernte.
2000 gab sie ihr Schauspieldebüt in Coyote Ugly. Im selben Jahr spielte sie in sieben Episoden der Fernsehserie Sex and the City die Natasha. Es folgten Filme wie Der Anschlag (2002) mit Ben Affleck sowie Der Einsatz (2003) mit Colin Farrell und Al Pacino. 2004 verkörperte sie im Science-Fiction-Film I, Robot an der Seite von Will Smith die Wissenschaftlerin Dr. Susan Calvin, die einen gefühlvollen Roboter namens Sonny nicht abschalten will. In dem Politthriller Lord of War hatte sie die Rolle der Ava Fontaine Orlov als Ehefrau von Nicolas Cages Figur. Die ABC-Serie Six Degrees, in der sie ab 2006 eine PR-Geschäftsführerin spielte, wurde nach einer Staffel beendet.
Im November 2009 unterzeichnete sie einen Vertrag für die Werbekampagne von Garnier. In dem 2010 veröffentlichten Film Ramona and Beezus spielte sie unter der Regie von Elizabeth Allen die Mutter der Figuren von Joey King und Selena Gomez. Seit 2010 steht sie in der CBS Fernsehserie Blue Bloods – Crime Scene New York in einer Hauptrolle als Staatsanwältin Erin Reagan vor der Kamera.
Moynahan war von 2004 bis Dezember 2006 mit dem American-Football-Quarterback Tom Brady liiert; im August 2007 brachte sie einen gemeinsamen Sohn zur Welt. Seit Oktober 2015 ist sie mit dem Unternehmer Andrew Frankel verheiratet.

## Filmografie (Auswahl)
- 1999–2000: Sex and the City (Fernsehserie, 7 Folgen)
- 2000: Coyote Ugly
- 2000: In the Weeds
- 2000: Trifling with Fate
- 2001: Weil es Dich gibt (Serendipity)
- 2001: Going to California (Fernsehserie, Folge Lily of the Field)
- 2002: Der Anschlag (The Sum of All Fears)
- 2003: Der Einsatz (The Recruit)
- 2004: I, Robot
- 2005: Lord of War – Händler des Todes (Lord of War)
- 2006: Unknown
- 2006: Herzensangelegenheiten (Gray Matters)
- 2006–2007: Six Degrees (Fernsehserie, 13 Folgen)
- 2007: Prey
- 2007: Noise – Lärm! (Noise)
- 2008: Eli Stone (Fernsehserie, 2 Folgen)
- 2010: Schwesterherzen – Ramonas wilde Welt (Ramona and Beezus)
- 2010–2024: Blue Bloods – Crime Scene New York (Fernsehserie, 293 Folgen)
- 2011: World Invasion: Battle Los Angeles (Battle: Los Angeles)
- 2014: John Wick
- 2014: Small Time
- 2014: Midnight Sun (The Journey Home)
- 2017: John Wick: Kapitel 2 (John Wick: Chapter 2)
- 2019: Im Netz der Gewalt (Crown Vic)
- 2022: And Just Like That … (Fernsehserie, 1 Folge)
- 2023: John Wick: Kapitel 4 (John Wick: Chapter 4)